# 마이크 로

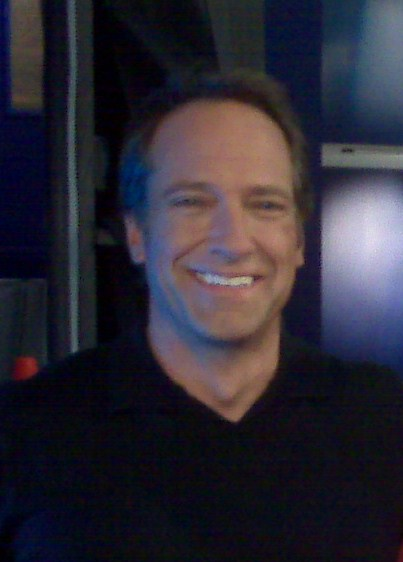
마이크 로

마이크 로(Mike Rowe, 1962년 3월 18일 ~ )는 미국의 내레이터이자 방송인이다. 디스커버리 채널의 《더러운 직업들》의 출연이나 《생명을 건 포획》 등의 내레이터로 알려져 있다.